# Neptidopsis ophione
Espèce
Statut de conservation UICN

 LC  : Préoccupation mineure
Neptidopsis ophione est une espèce d'insectes lépidoptères (papillons) de la famille des Nymphalidae et de la sous famille des Biblidinae qui réside en Afrique.

## Dénomination
L'espèce a été décrite par l'entomologiste néerlandais Pieter Cramer en 1777.